# Steve Richardson
Pour les articles homonymes, voir Richardson.
Steve Richardson, né le 12 juillet 1972 à Ballymena, est un joueur de squash représentant l'Irlande. Il est champion d'Irlande en 2002.

## Biographie
Il participe aux Jeux du Commonwealth en 1998, 2002 et 2006. Steve Richardson qui travaille dans les services financiers, est champion d'Irlande en 2002 face à Derek Ryan.

## Palmarès

### Titres
- Championnats d'Irlande : 2002